# Amis City
Amis City ou La Cité des Amis (Vennebyen) est une série télévisée d'animation norvégienne en 26 épisodes de 11 minutes créée par Carl Christian Hamre et diffusée en 2011 sur TV 2.
Traduite en 26 langues, elle est diffusée dans plus de 180 pays. En France, elle a été diffusée sur France 5 dans Zouzous depuis le 7 janvier 2012 et au Québec en 2010 sur Yoopa.
La série est axée sur la fascination des enfants sur les organismes d'urgences notamment les services d'incendie avec le personnage d'Elfie, les services d'ambulance avec Ted l'ours et Apa pour la police.
La série a été un succès au moins au Royaume-Uni et en Norvège.

## Voix françaises
- Olivia Dutron : Bonnie, Tiffany
- Brigitte Guedj : Elie, Gi, Kimmy
- Adrien Solis : Frankie, Ted
- Patricia Legrand : Gaby, Mia
- Christine Pâris
- Nathalie Homs
- Frédéric Popovic

Direction artistique de Christine Pâris, Olivier Constantin Claude Lombard.
 Source et légende : version française (VF) sur RS Doublage